# Las Breñas
Las Breñas ist die Hauptstadt des Departamento Nueve de Julio in der Provinz Chaco im nördlichen Argentinien. Sie liegt 280 Kilometer von der Provinzhauptstadt Resistencia entfernt. In der Klassifikation der Gemeinden in der Provinz Chaco gehört sie zur 1. Kategorie. 

## Geschichte
Der Ort wurde gegen Ende des 19. Jahrhunderts von Immigranten aus Jugoslawien, der Ukraine, Italien, Spanien, der Schweiz, Deutschland, Frankreich und Irland gegründet.

## Wirtschaft
Land- und Viehwirtschaft bilden die Basis der wirtschaftlichen Aktivitäten. Hinzu kommt die Herstellung von Maschinen für die Landwirtschaft.

## Feste
- Fiesta del Inmigrante (September).